# Abat-son

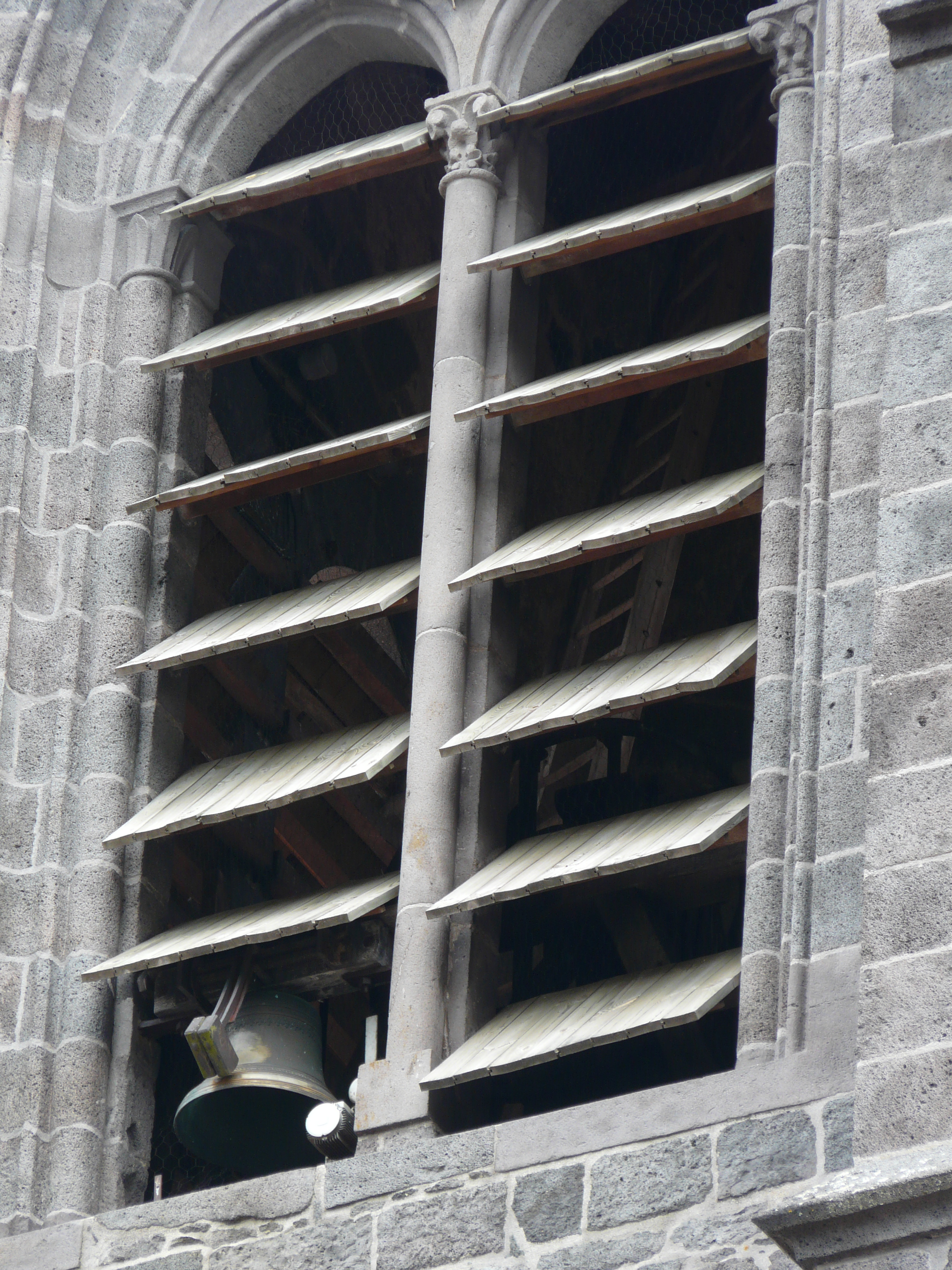
Baie campanaire équipée d'abat-sons. Les compromis entre leur fonction de protection et leur fonction acoustique sont à la base des calculs sur l'écartement entre les lames et leur inclinaison.

L’abat-son (pluriel abat-sons) désigne un petit auvent ou l'ensemble des lames inclinées vers le bas et l'extérieur disposées dans les ouïes des clochers et des beffrois. Les lames, généralement de type persienne et fixées soit directement dans les ouvertures, soit dans un châssis en charpente, sont le plus souvent en bois nu ou recouvertes de métal, d’ardoises ou de plomb.
Elles garnissent usuellement les baies des clochers ou des beffrois, et remplissent plusieurs fonctions :
- protéger des intempéries (pluie, neige) la chambre des cloches et le matériel permettant leur fonctionnement (beffroi, matériel électrique…) ;
- ventiler les charpentes ;
- renvoyer le son des cloches vers le sol (cette fonction de rabattre le son étant à l'origine du terme).

Ce terme technique d'architecture apparaît au XIXe siècle ; ces lames étaient jusqu'alors désignées par le terme d'abat-vent.

## Histoire et stylistique

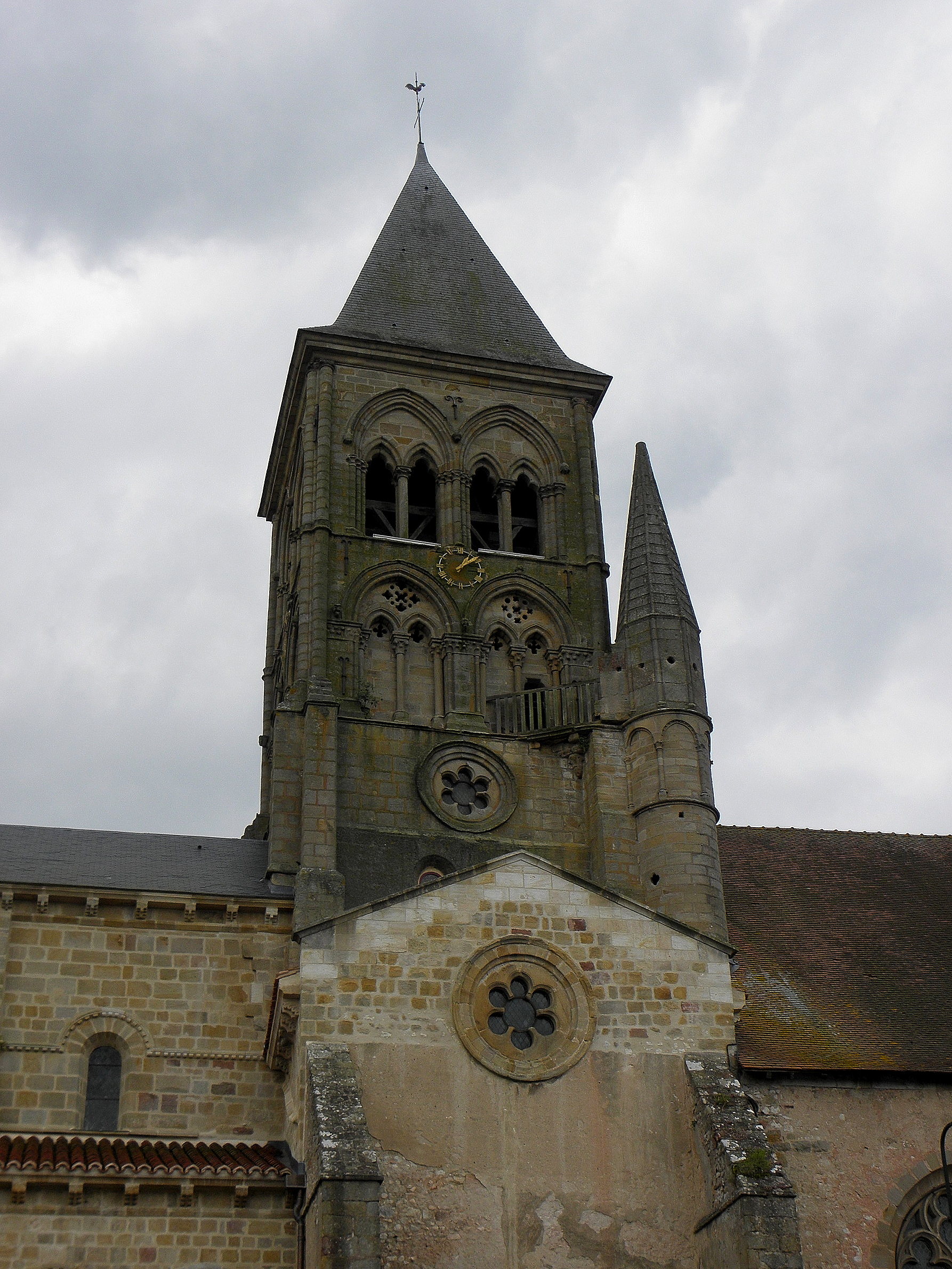
Les baies aveugles du clocher de Saint-Menoux sont munies de dalles perforées de motifs (cercles, quadrilobes) faisant fonction d'abat-son.

Les abat-sons sont souvent insérés dans les baies géminées sur chaque face des clochers, plus rarement dans les lucarnes de la flèche des clochers. Ces baies campanaires sont typiquement flanquées de colonnes à chapiteaux et ornées d'archivoltes dans l'architecture romane, ajourées en entrelacs dans l'architecture gothique. Les abat-sons se développent surtout à partir du XIIIe siècle, ils sont souvent décorés d’ajours, de dents de scie à leur extrémité inférieure ou de gaufrures sur les plombs.
Les abat-sons actuels font l'objet de rénovations lorsque le bois est détérioré ou que leur habillage en zinc ou en plomb est corrodé. Ils sont parfois réalisés en matériau composite pour être radio-transparents aux équipements radio (type antenne-relais de téléphonie mobile) et équipés de filets anti-volatiles ou de protections grillagées pour fermer l’accès du clocher aux pigeons ou aux corneilles.

## Galerie

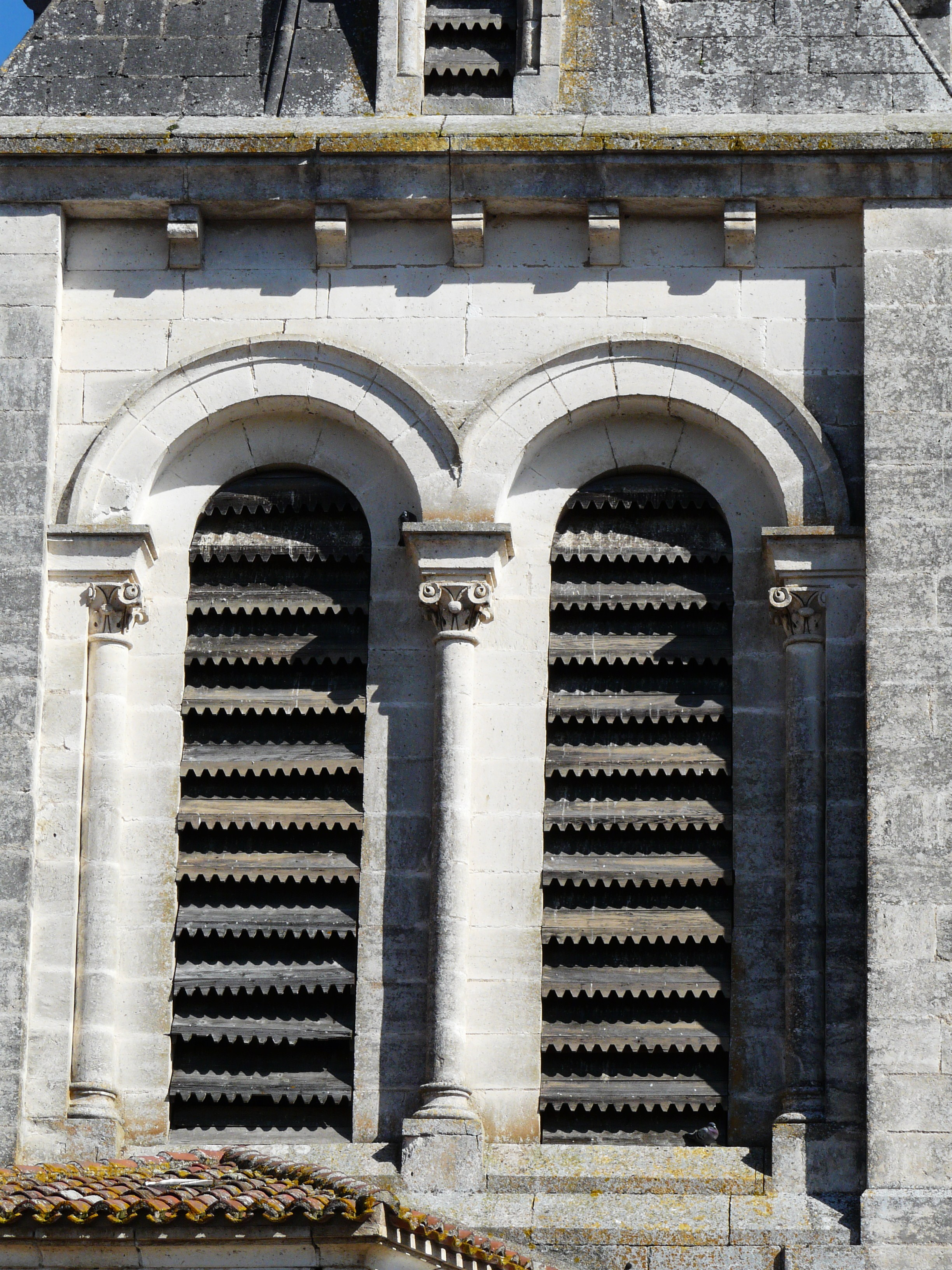
Abat-sons des baies géminées du clocher de l'église de Bassillac.
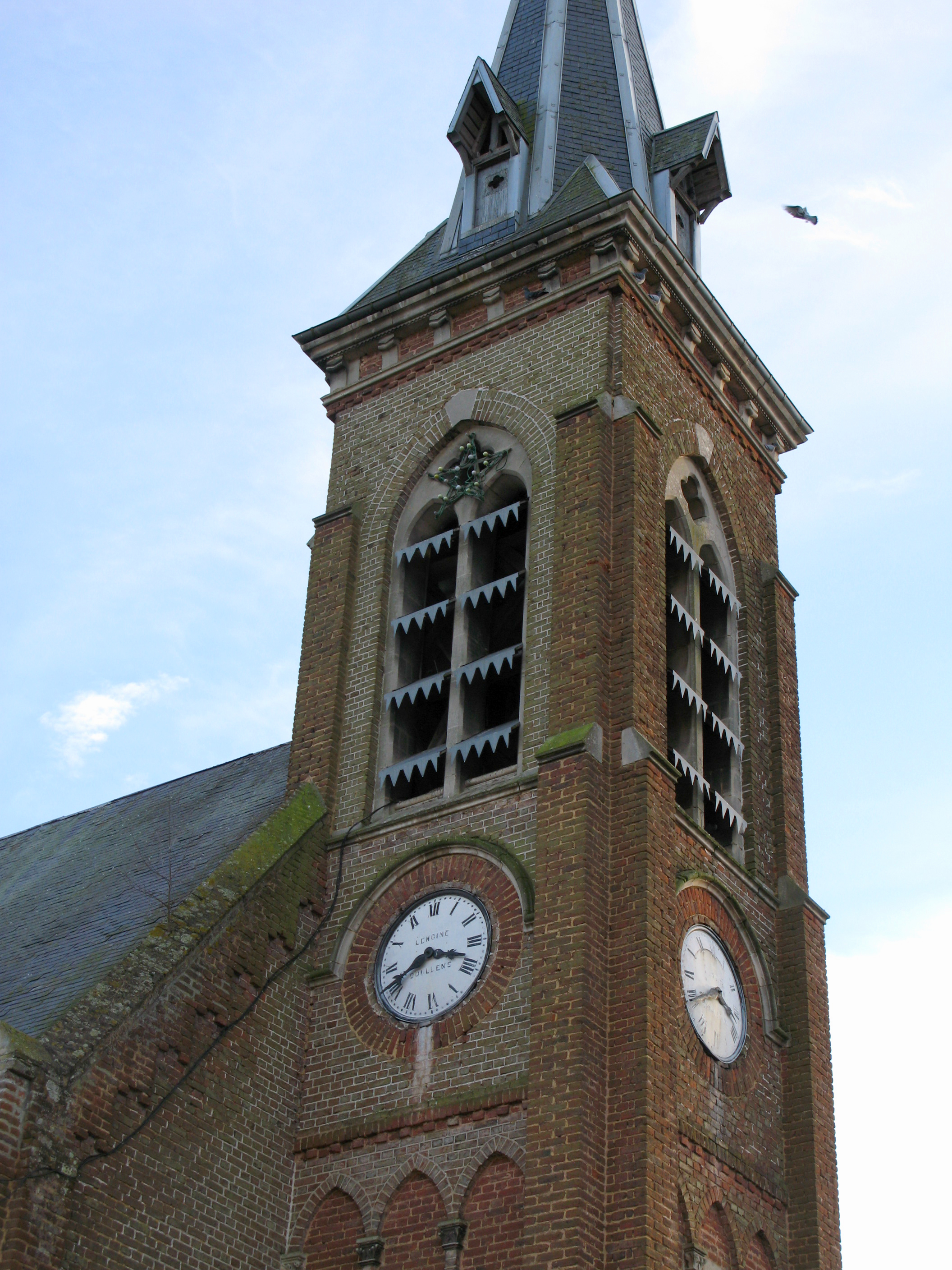
Abat-sons de l'église d'Occoches protégés par une feuille de zinc dont le rebord est dentelé.
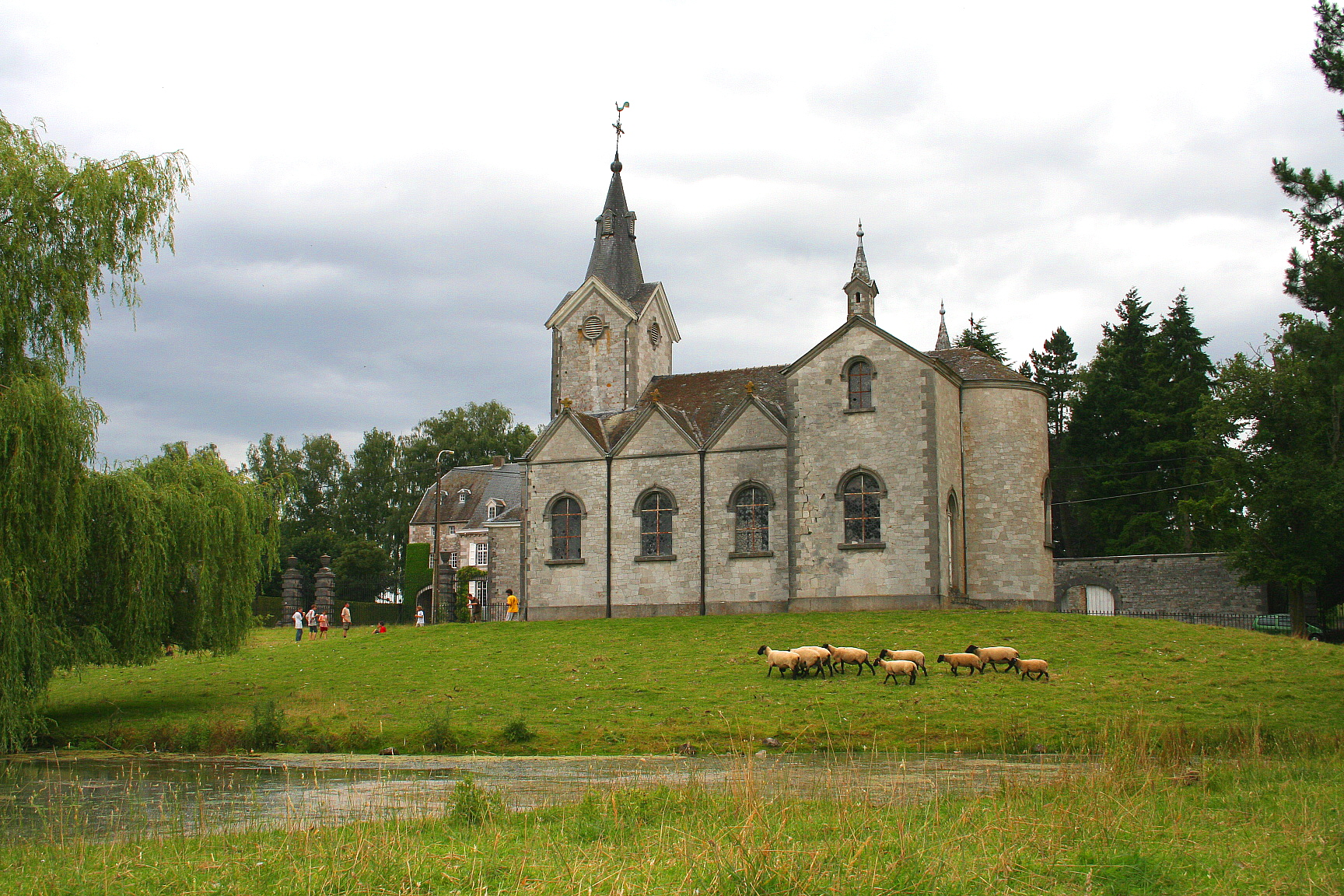
Lucarnes à abat-son de la flèche de la chapelle Saint-Hubert de Vervoz.
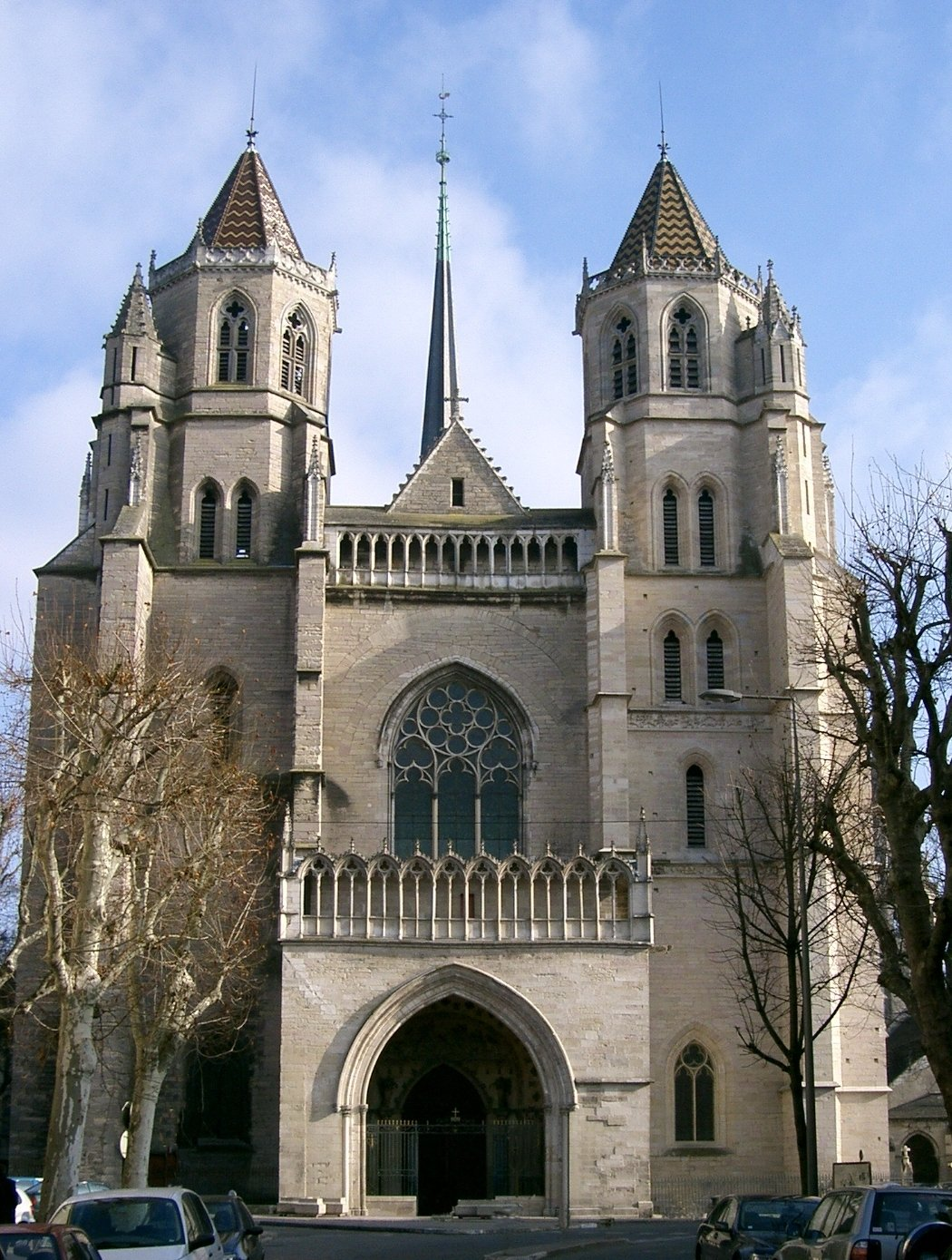
Les deux tours de la cathédrale Saint-Bénigne de Dijon ont des abat-sons à chaque étage.
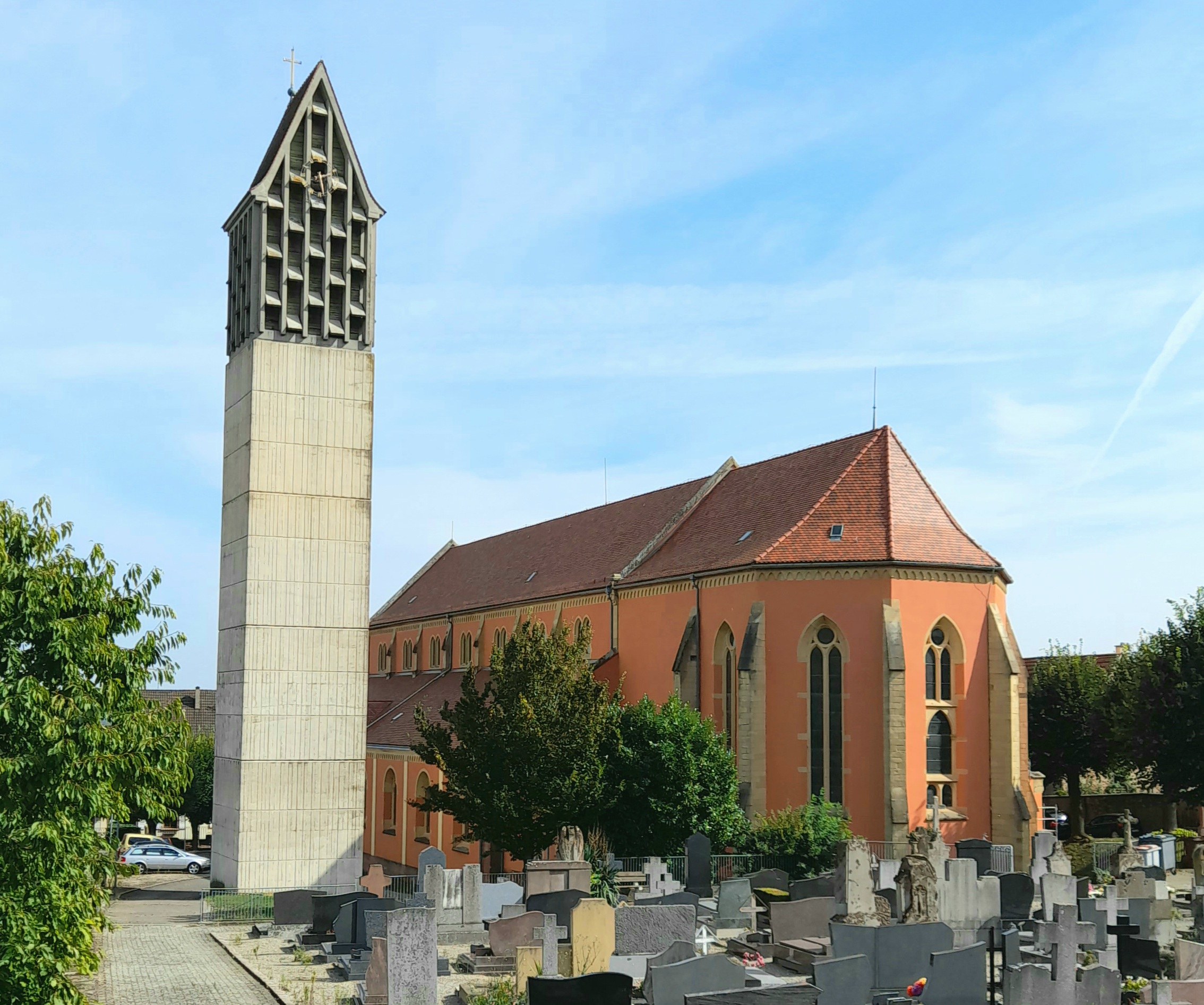
Les abat-sons du campanile moderne de l'église de Pfaffenheim participent à l'esthétique.
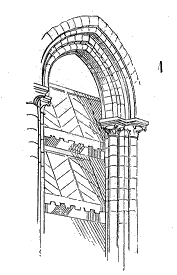
Dessin d'abat-son de Viollet-le-Duc[6].